# Hahm Eun-jung
Hahm Eun-jung (hangul: 함은정), även känd under artistnamnen Eunjung och Elsie, född 12 december 1988 i Seoul, är en sydkoreansk sångerska och skådespelare.
Hon har varit medlem i den sydkoreanska tjejgruppen T-ara sedan gruppen debuterade 2009. Eunjung gjorde solodebut 2015 med albumet I'm Good.

## Diskografi

### Album
| Albuminformation                                          | Topplacering          |
| Albuminformation                                          | Sydkorea (Gaon Chart) |
| --------------------------------------------------------- | --------------------- |
| I'm Good (EP-skiva) - Nyutgåva: Goodbye (30 oktober 2015) | 6                     |

### Singlar
| År   | Titel        | Topplacering          |
| År   | Titel        | Sydkorea (Gaon Chart) |
| ---- | ------------ | --------------------- |
| 2013 | "Two As One" | —                     |
| 2015 | "I'm Good"   | 66                    |
| 2015 | "Goodbye"    | —                     |

### Soundtrack
| År   | Titel          | Topplacering          | Serie        |
| År   | Titel          | Sydkorea (Gaon Chart) | Serie        |
| ---- | -------------- | --------------------- | ------------ |
| 2010 | "Coffee House" | —                     | Coffee House |

## Filmografi

### Film
| År   | Titel                    | Roll         |
| ---- | ------------------------ | ------------ |
| 1999 | A-rong's Big Expedition  | Song-i       |
| 2002 | Dodge Go! Go!            | Min Sang-mi  |
| 2002 | Madeleine                | ung Sung-hae |
| 2005 | The Beast and the Beauty | Hae-mi       |
| 2006 | Ice Bar                  | Mi-sook      |
| 2006 | World of Silence         | Min-hee      |
| 2007 | Dating On Earth          | Yun Yi-soo   |
| 2008 | Death Bell               | Kim Ji-won   |
| 2011 | White: Melody of Death   | Eun-joo      |
| 2011 | Gisaeng Ryung            | cameoroll    |
| 2017 | Micro Love               | Kim Min-jee  |
| 2017 | Flowers of Evil          | Sun-young    |

### TV-serier
| År   | Titel                         | Kanal     | Roll            |
| ---- | ----------------------------- | --------- | --------------- |
| 1995 | A New Generation of Adults    | KBS       | Jessica         |
| 2004 | Little Women                  | SBS       | ung Hyun-deuk   |
| 2004 | Age of Heroes                 | MBC       | Layla           |
| 2004 | Toji, the Land                | SBS       | ung Bong-soon   |
| 2005 | Lovers in Prague              | SBS       | cameoroll       |
| 2005 | Cute or Crazy                 | SBS       | cameoroll       |
| 2005 | Hello, My Teacher             | SBS       | cameoroll       |
| 2006 | Prince Hours                  | MBC       | cameoroll       |
| 2006 | My Love                       | SBS       | cameoroll       |
| 2010 | Master of Study               | KBS2      | cameoroll       |
| 2010 | Coffee House                  | SBS       | Kang Seung-yeon |
| 2011 | Dream High                    | KBS2      | Yoon Baek-hee   |
| 2011 | The King of Legend            | KBS1      | Jin Ah-yi       |
| 2012 | Queen Insoo                   | JTBC      | ung In-soo      |
| 2014 | Endless Love                  | SBS       | Tae Cho-ae      |
| 2015 | Love on a Rooftop             | KBS2      | Min Chae-won    |
| 2015 | Sweet Temptation              | webbdrama | Eun-jin         |
| 2017 | All Kinds of Daughter-In-Laws | MBC       | Hwang Eun-byul  |